# Demîdiv, Vîșhorod
Demîdiv (în ucraineană Демидів) este o comună în raionul Vîșhorod, regiunea Kiev, Ucraina, formată numai din satul de reședință.

## Demografie
Componența lingvistică a comunei Demîdiv
     Ucraineană (94,79%)
     Rusă (4,7%)
     Alte limbi (0,43%)
Conform recensământului din 2001, majoritatea populației comunei Demîdiv era vorbitoare de ucraineană (94,79%), existând în minoritate și vorbitori de rusă (4,7%).